# Белоусов, Евсей Яковлевич
Евсей Яковлевич Белоусов (9 января 1882 года, Москва – 2 декабря 1945 года, Нью-Йорк) – советский и американский виолончелист, педагог Джульярдской музыкальной школы в Нью-Йорке.

## Биография
Евсей (Ефрем) Яковлевич Белоусов родился 28 декабря (по старому стилю) 1881 года в Москве. В 1890–1903 годах учился в Московской консерватории, класс виолончели (педагог Альфред Эдмундович Глен). Окончил обучение, получив золотую медаль.
Выступал в России на концертах как солист и ансамблист. С 1905 года работал в Новом московском квартете совместно с музыкантами Ю. Э. Конюс (1-я скрипка), А. Я. Белоусов (2-я скрипка), Н. К. Авьерино (альт). Музыканты исполняли сочинения русских композиторов – Г. Л. Катуара, С. И. Танеева, произведения западно-европейской музыкальной классики.
В 1906–1908 годах, одновременно с исполнительской деятельностью, преподавал в музыкальном училище Харьковского отделения Русского музыкального общества (РМО). В 1908 году в Москве принимал участие в конкурсе виолончелистов. Разделил вторую премию с виолончелистом Иосифом Исааковичем Прессом.
Гастролировал за рубежом, выступал в Берлине (1911), совместно с В. И. Сафоновым в 1912–1914 годах выступал с концерами по Европе. После октябрьской революции 1917 года совершил с пианистом А. К. Боровским гастрольное турне по городам России.
С 1922 года продолжил выступления в Европе (Берлин), с 1926 года — в США, где и остался на постоянное жительство.
Евсей Яковлевич Белоусов был первым исполнителем сочинений ряда русских композиторов: С. С. Прокофьева, Н. Я. Мясковского, Ф. С. Акименко, А. Т. Гречанинова, сонат американского композитора Р. Гольдмарка.
С 1930 года, после окончания концертной деятельности, переключился на преподавание в нью-йоркой Джульярдской музыкальной школе. В «Ассоциации юных музыкантов» вёл класс виолончели.
Брат — Абрам Яковлевич Белоусов (1880—1960), скрипач.